# Cold Duck

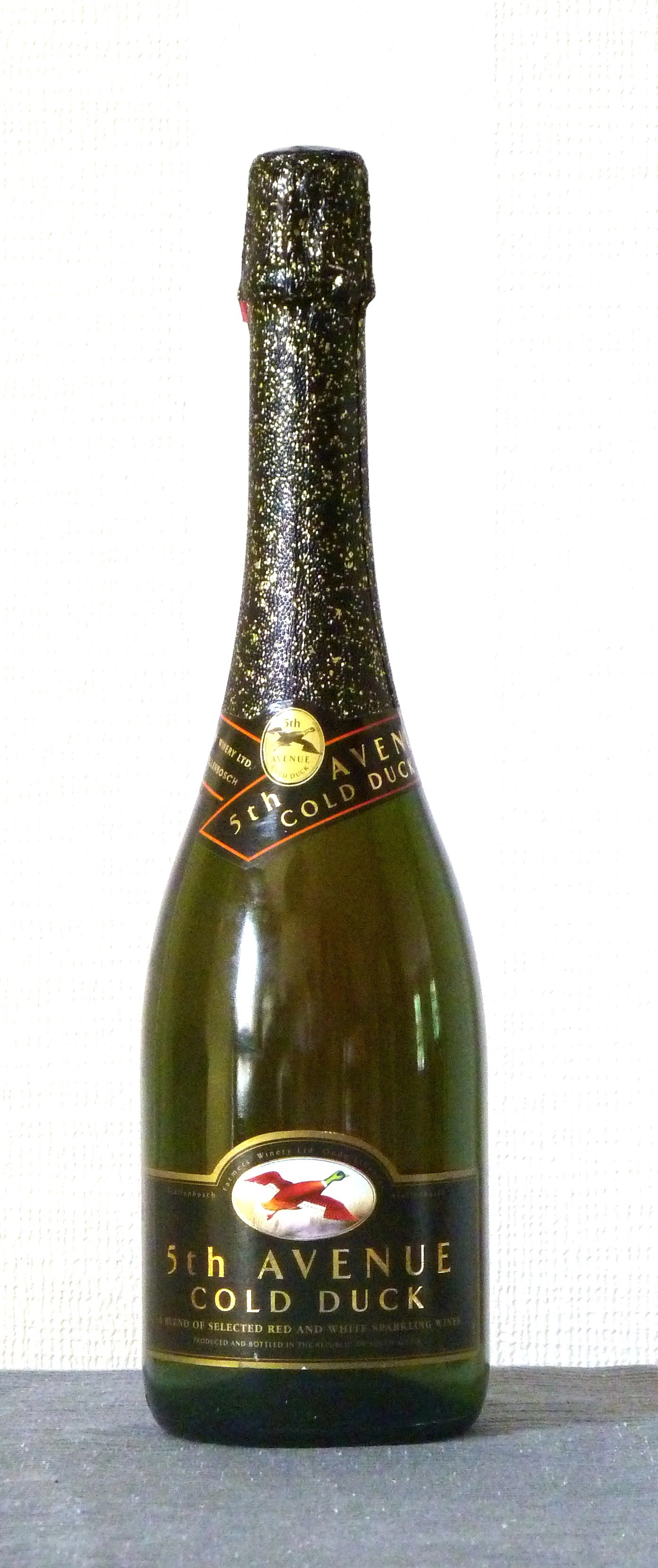
Cold Duck uit Zuid-Afrika.

Cold Duck is de naam van een zoetige mousserende wijn die haar koolzuur gekregen heeft van een tweede gisting op fles. De rosé gekleurde drank wordt weleens geschonken in plaats van een eenvoudige Kir Royal.
Hoewel het historisch een afsluiting van de maaltijd was, wordt het tegenwoordig als welkomstdrankje geserveerd. Cold Duck is een foutieve vertaling van een Duitse drank zo’n honderd jaar geleden. “Kaltes Ende” - Duits voor “koud einde” - werd abusievelijk verbasterd tot “Kalte Ente” hetgeen “koude eend” betekent en zodoende in het Engels “Cold Duck”.

## Geschiedenis
Clemens Wenceslaus van Saksen, de laatste aartsbisschop en keurvorst van Trier, 
wordt de vinding van het “kaltes Ende” toegeschreven. De koude drank - een samenstelling van moezelwijn, rijnwijn (of mogelijk toch Bourgognewijn), mousserende wijn, gekruid met citroen en citroenmelisse - werd aan het eind van een banket op een kasteel bij Koblenz opgediend. Dit in plaats van de toen traditionele warme dranken.
De Amerikaan Harold Borgman, eigenaar van Pontchartrain Wine Cellars in Detroit, ontdekte de drank opnieuw. Hij bracht het "Kaltes Ende" onder de foutieve vertaling van Cold Duck in 1937 naar de Verenigde Staten. De Duitse witte wijn verving hij door rode Californische. Die tijd was het een populaire drank in vooral New York. Eind jaren ’50 stopte de productie.
In de jaren ’70 ontdekte een wijnmaker uit Zuid-Afrika bij toeval het effect van het “mislukken” van een wijn nadat deze - na een tweede gisting en het verkrijgen van een mousse - toch weer bijzonder smakelijk werd. Volgens hem net zo smakelijk als destijds in Duitsland. Vanwege de tussenliggende historie gaf hij deze wijn de naam "5th Avenue Cold Duck".

## Varia
- Jazzmusicus Eddie Harris noemde een van zijn stukken Cold Duck Time. Het nummer werd een jazzstandard.